# Stefano Carnati
Stefano Carnati (* 22. července 1998 Erba, Lombardie) je italský reprezentant ve sportovním lezení, juniorský mistr světa i Evropy v lezení na obtížnost a vítěz Evropského poháru juniorů v lezení na obtížnost i v boulderingu.

## Výkony a ocenění
- 2013: zvítězil na třech mezinárodních juniorských závodech v lezení na obtížnost v kategorii B

### Závodní výsledky
| Mistrovství světa | Mistrovství světa |
| Rok               | 2016              |
| ----------------- | ----------------- |
| Obtížnost         | 41-42             |

| Mistrovství Evropy | Mistrovství Evropy |
| Rok                | 2015               |
| ------------------ | ------------------ |
| Obtížnost          | 39-40              |

| Mistrovství světa juniorů | Mistrovství světa juniorů | Mistrovství světa juniorů | Mistrovství světa juniorů | Mistrovství světa juniorů |
| Rok                       | 2012 kat. B               | 2013 kat. B               | 2015 kat. A               | 2016 junioři              |
| ------------------------- | ------------------------- | ------------------------- | ------------------------- | ------------------------- |
| Obtížnost                 | 15                        | 1                         | 2                         | 17                        |
| Bouldering                | —                         | —                         | —                         | 46                        |

| Mistrovství Evropy juniorů | Mistrovství Evropy juniorů | Mistrovství Evropy juniorů | Mistrovství Evropy juniorů | Mistrovství Evropy juniorů | Mistrovství Evropy juniorů |
| Rok                        | 2013 kat. B                | 2014 kat. A                | 2015 kat. A                | 2016 junioři               | 2017 junioři               |
| -------------------------- | -------------------------- | -------------------------- | -------------------------- | -------------------------- | -------------------------- |
| Obtížnost                  | 1                          | 12                         | 1                          | 12                         | 5                          |
| Bouldering                 | 2                          | 17                         | —                          | —                          | —                          |

| Evropský pohár juniorů | Evropský pohár juniorů | Evropský pohár juniorů | Evropský pohár juniorů |             |              |              |
| Rok                    | 2012 kat. B            | 2013 kat. B            | 2014 kat. A            | 2015 kat. A | 2016 junioři | 2017 junioři |
| ---------------------- | ---------------------- | ---------------------- | ---------------------- | ----------- | ------------ | ------------ |
| Obtížnost              | x                      | 1                      |                        |             |              | 3            |
| jednotlivě*            | x                      | ,                      |                        |             |              | 5,,-,-,      |
|                        |                        |                        |                        |             |              |              |
| Bouldering             | x                      | 1                      |                        |             |              | —            |
| jednotlivě*            | x                      | ,                      |                        |             |              | —            |

- poznámka: nalevo jsou poslední závody v roce